# Эдвален (замок)
Эдвален (нем. Edwahlen, латыш. Ēdoles pils) — средневековый замок в Эдоле, в Кулдигском крае, в историческом регионе Курземе, Латвия. Единственный замковый комплекс бывшего Курляндского епископства, который всё ещё используется для проживания. Вероятно, строительство замка началось в 1264 году. Но убедительных документальных подтверждений не имеется. Поэтому часть исследователей полагает, что крепость возведена только в начале XIV века. Замок является памятником архитектуры национального значения.

## История

### Ранний период
В 1253 году местные земли стали собственностью епископов Курляндии и оставались в их владении до середины XVI века. Не позднее XIV века здесь появилось небольшое каменное укрепление. В последующем замок Эдвален неоднократно перестраивался и расширялся. 

### XVI—XVIII века

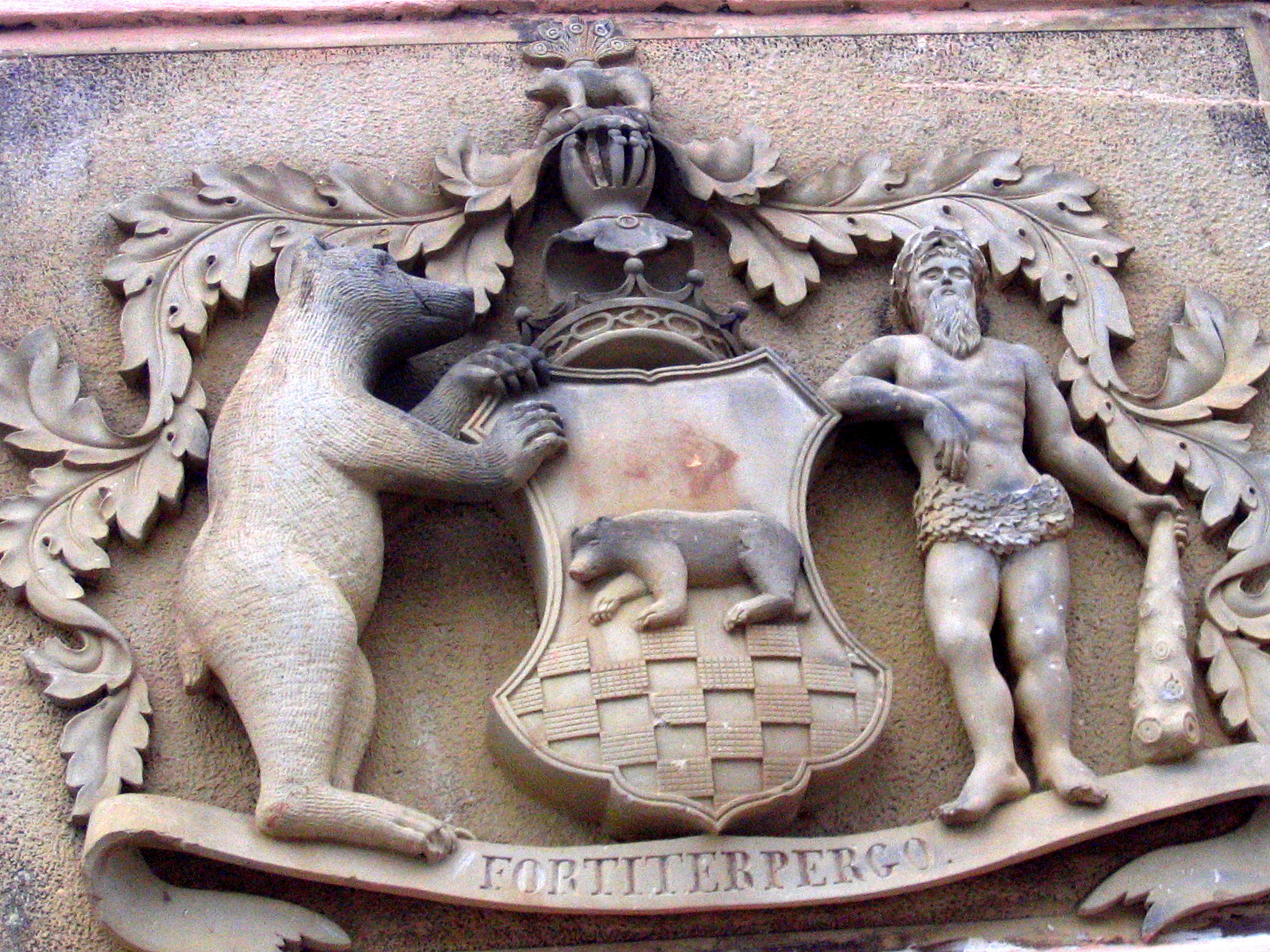
Герб рода фон Бэр

С распадом Ливонской конфедерации в 1561 году бывший декан Курземского епископства Ульрих фон Бэр приобрел поместье Эдвален в личную собственность. Комплекс был перестроен, а его укрепления модернизировали. В числе прочего была возведена мощная круглая башня.
Семья фон Бэр владела замком и поместьем вплоть до начала XX века. 
В ходе военных конфликтов Эдвален неоднократно осаждался и разрушался. Но каждый раз его снова восстанавливали. Во второй половине XVII века замок утратил свое военное значение и постепенно превратился в роскошную резиденцию владельцев поместья. Соответственно изменился и внешний вид здания. Вместо бойниц появились окна, часть фортификационных сооружений снесли и добавили новые жилые пристройки.

### XIX век

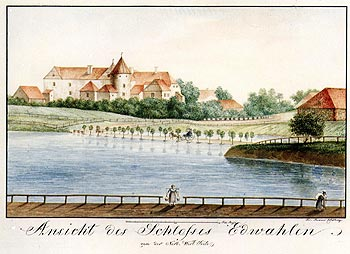
Изображение замка на рисунке 1830 года

Во время правления барона Адольфа Вернера фон Бэра (1835—1840) резиденцию радикально перестроили. Часть старых пристроек снесли, а фасады в ходе реконструкции получили новое решение в неоготическом стиле. Это одно из самых ранних архитектурных сооружений в стиле неоготики на территории современной Латвии. Дело в том, что Адольф Вернер фон Бэр был англоманом и поклонником британской культуры. После того, как неоготика вошла в моду в Великобритании, он решил перестроить в этом стиле свою родовую резиденцию. Вокруг замка в это же время был создан ландшафтный парк, что еще больше подчеркивало представительный, аристократический дух комплекса.

### XX век
Во время революционных событий 1905 года замковый комплекс Эдвален сгорел. Но уже в 1906 году начались реставрационные работы. Они затянулись на несколько лет и продолжавшиеся даже после начала Первой мировой войны. В ходе реконструкции архитектура замка была упрощена. Часть прежнего декора так и не была восстановлена. Надвратная башня получила восьмиугольную вершину.
В 1920 году после того, как Латвия обрела независимость, комплекс перешёл в собственность государства.
Новый поворот в судьбе замка произошёл в конце Второй мировой войны. Рудольф Бангерский, президент Латвийского национального комитета, задумал использовать комплекс Эдвален в качестве резиденции своего правительства.
После завершения войны и вплоть до 1980-х годов здесь располагался Кулдигский районный дом инвалидов. К 1970-м годам комплекс серьёзно обветшал. Окружающий парк без должного ухода превратился в непроходимые заросли.
В 1981–1986 годах проводилось детальное обследование замка. Работами руководил Г. Эрдманис. Он же подготовил проект реставрации замка. 
В конце 1980-х годов замок несколько раз сменил владельцев, пока в 1991 году не стал собственностью муниципалитета Эдоле. С этого времени комплекс и его окрестности постепенно стали приводить в порядок. В здании разместился Эдольский культурный центр.

### XXI век

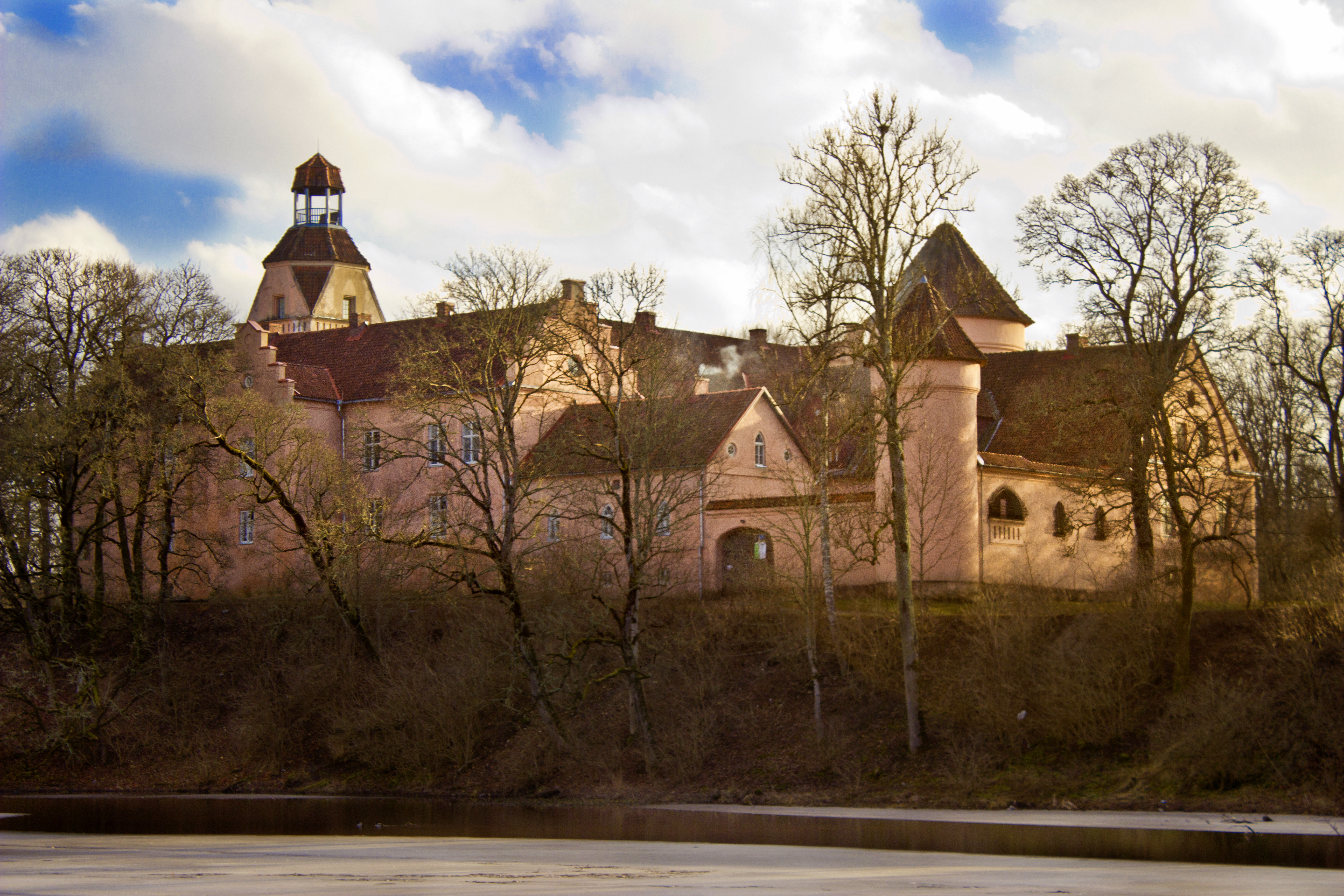
Вид замка весной

В сентябре 2006 года члены муниципального совета приняли решение о продаже дворца. Однако попытка найти покупателя через аукцион провалилась. По стартовой цене продать здание не удавалось трижды. Не спасало существенное снижение цены. Лишь во время четвёртого аукциона, прошедшего летом 2008 года, нашёлся покупатель. Им стало коммерческое общество «Ēdoles pils», согласившееся заплатить 1,15 миллиона латов. 
В 2009 году новые собственники выставили замок на продажу за 2,5 миллиона латов.
Ещё через пять лет в замке начались масштабные работы по реконструкции и реставрации.

## Описание
Изначально комплекс Эдвален был возведён как замок на воде. Со всех четырёх сторон его окружали глубокие рвы, заполненные водой, поступавшей из протекающей с севера реки Ванка. Площадь образовавшегося острова составляла прямоугольник шириной 66 метров и длиной 150 метров. Через ров был построен подъёмный мост, который защищал форбург.
Площадь средневековой части замка имеет размеры 31,5 х 34,5 метра. Главный вход находился в восточной стене. Самой старой частью раннего комплекса является северный корпус. Под ним сохранись обширные подвальные помещения. Западное и южное крылья были пристроены существенно позже. Круглая башня появилась только в XVI веке. После возведения всех корпусов образовался внутренний двор. В XIX веке в результате строительных работ был возведён отдельный дом с небольшой башенкой.
Старые средневековые интерьеры замка были переделаны в 1835–1841 годах. Ещё раз их изменили после сильного пожара 1905 года. До нашего времени сохранились дубовые балюстрады в вестибюле и некоторые другие детали. Над входом находится герб семьи фон Бэр, вытесанный из камня около 1840 года.

## Современное использование
В замке находится гостиница и ресторан. Здесь возможно проведение свадеб, юбилеев, семинаров и других мероприятий. 

## В массовой культуре
- В 1985 году во дворе замка снималась сцена богадельни из художественного фильма «Проделки сорванца».
- С замком связано большое количество легенд. Часть из них повествует о братоубийстве, в результате которого на стене замка появилось несмываемое кровавое пятно. В итоге здесь пришлось соорудить камин. Ещё одна легенда рассказывает о гномах, которые хранили в подвалах свои сокровища.

## Галерея

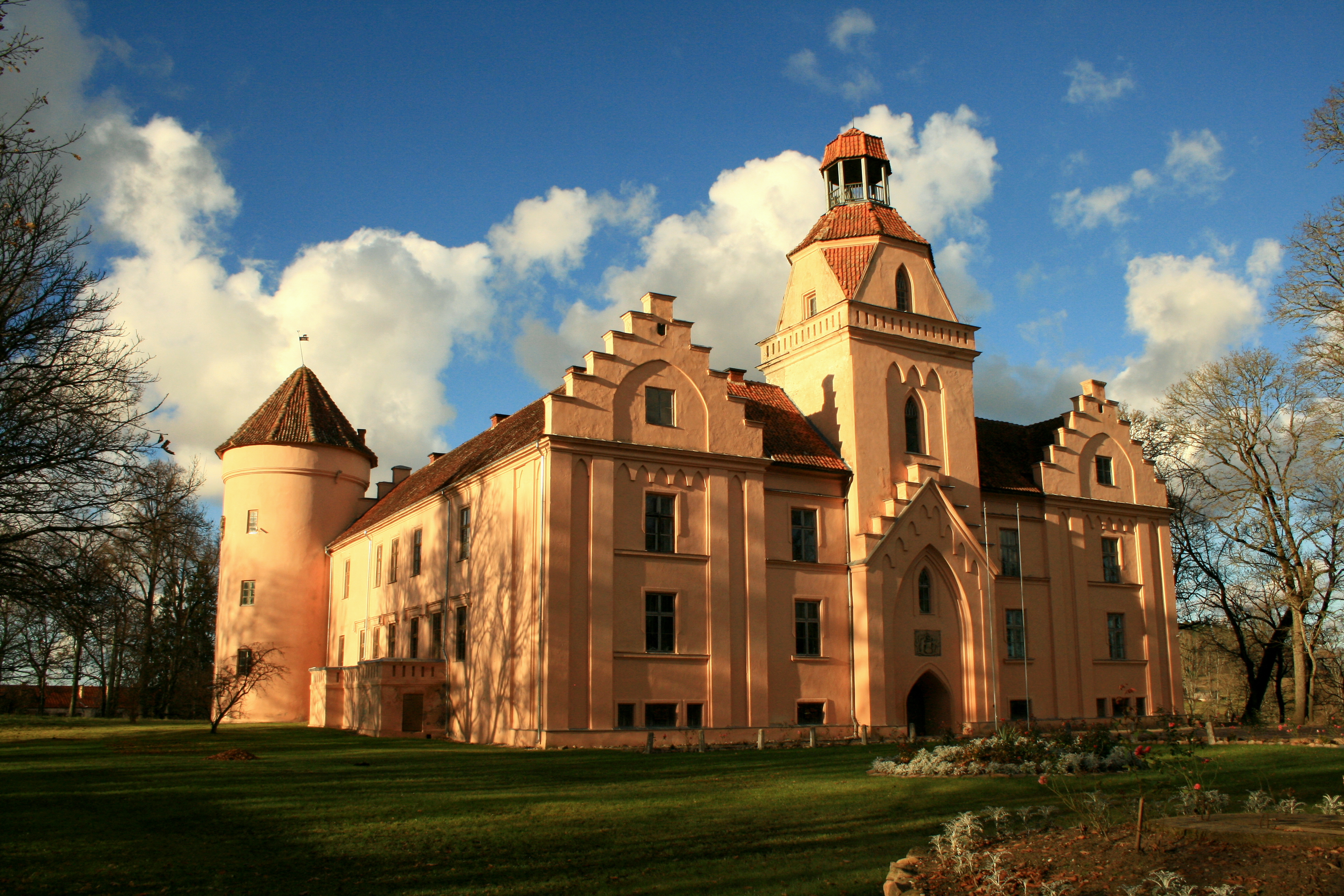
Вид замка с юго-восточной стороны
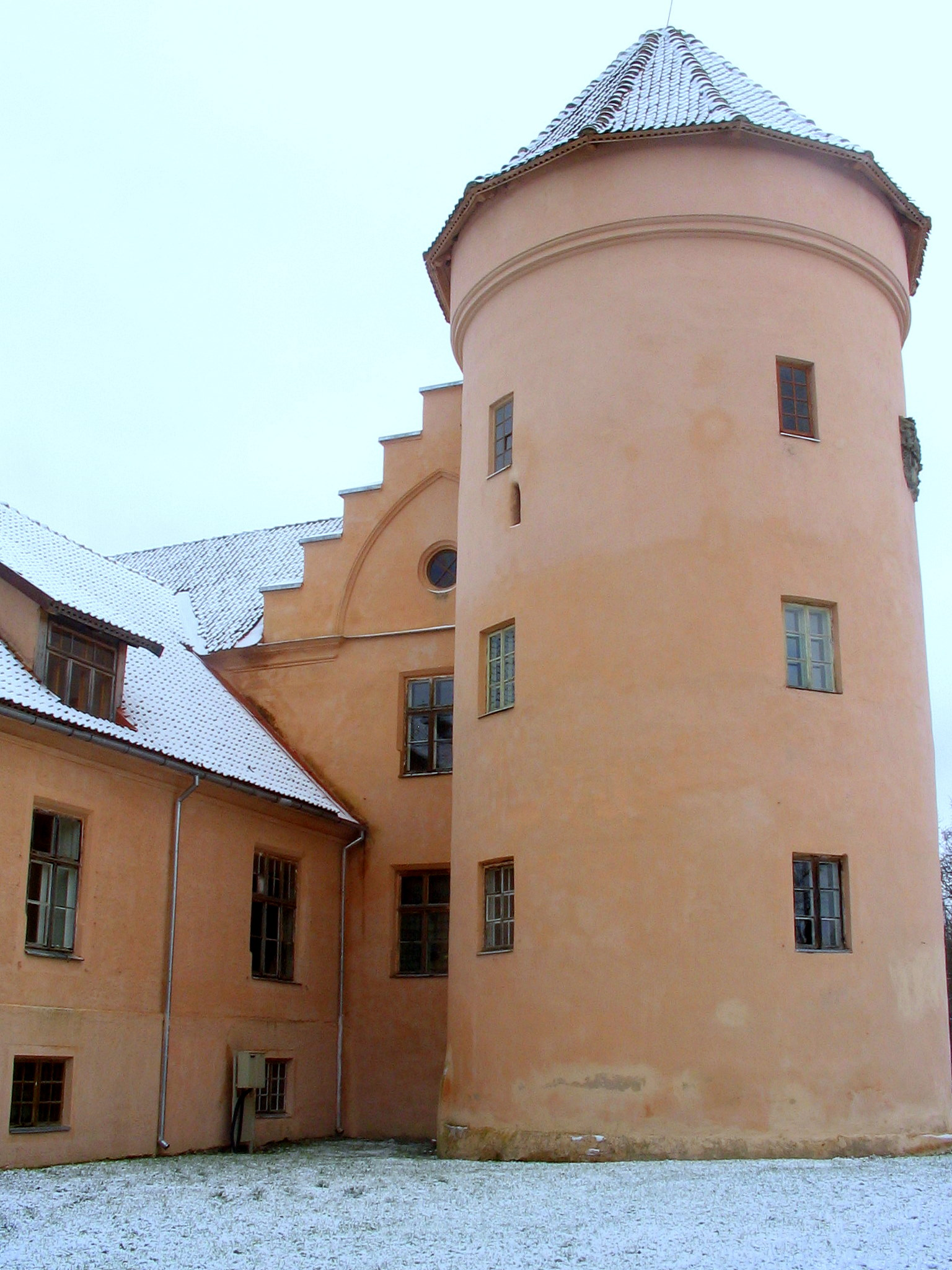
Главная башня замка
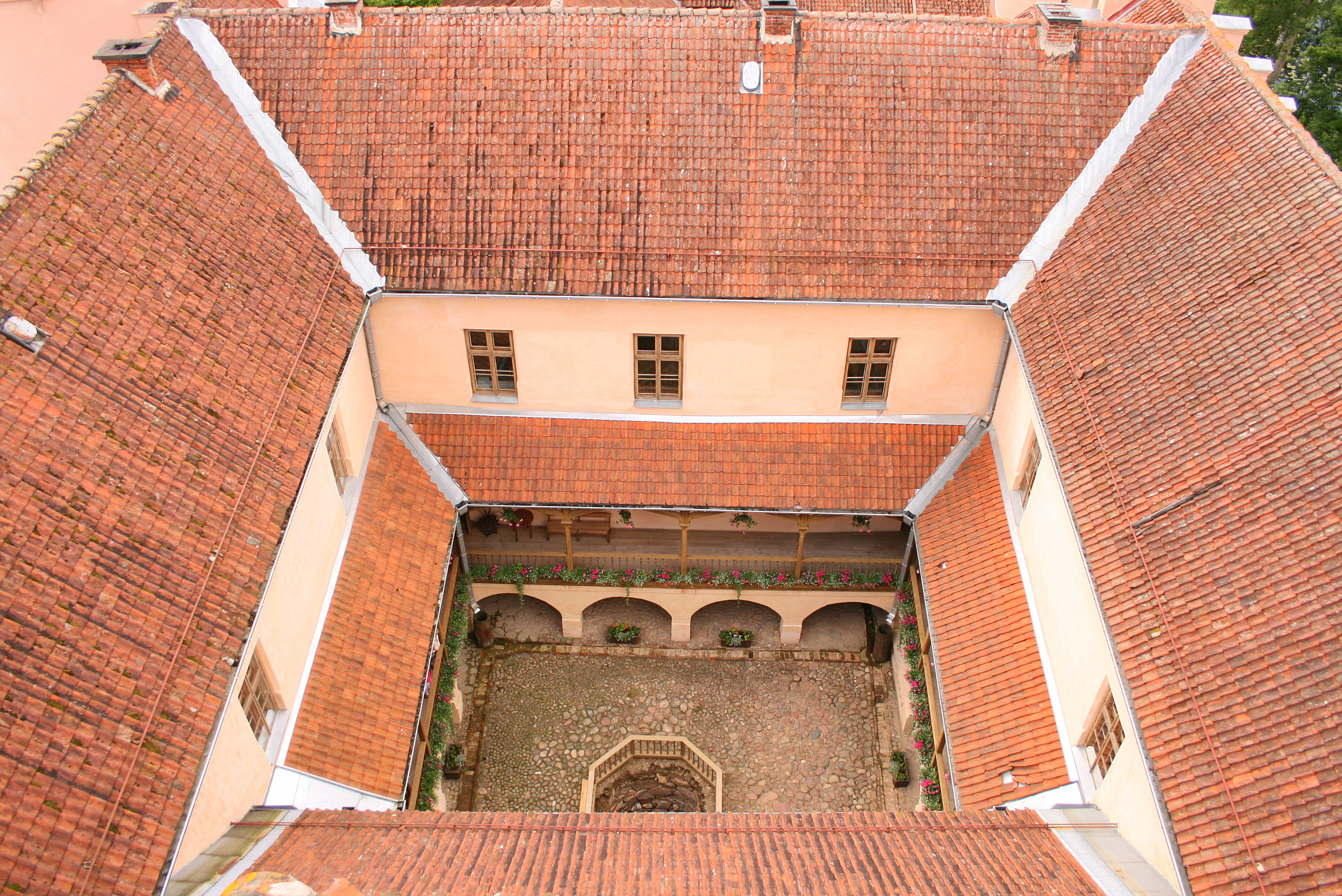
Внутренний двор замка
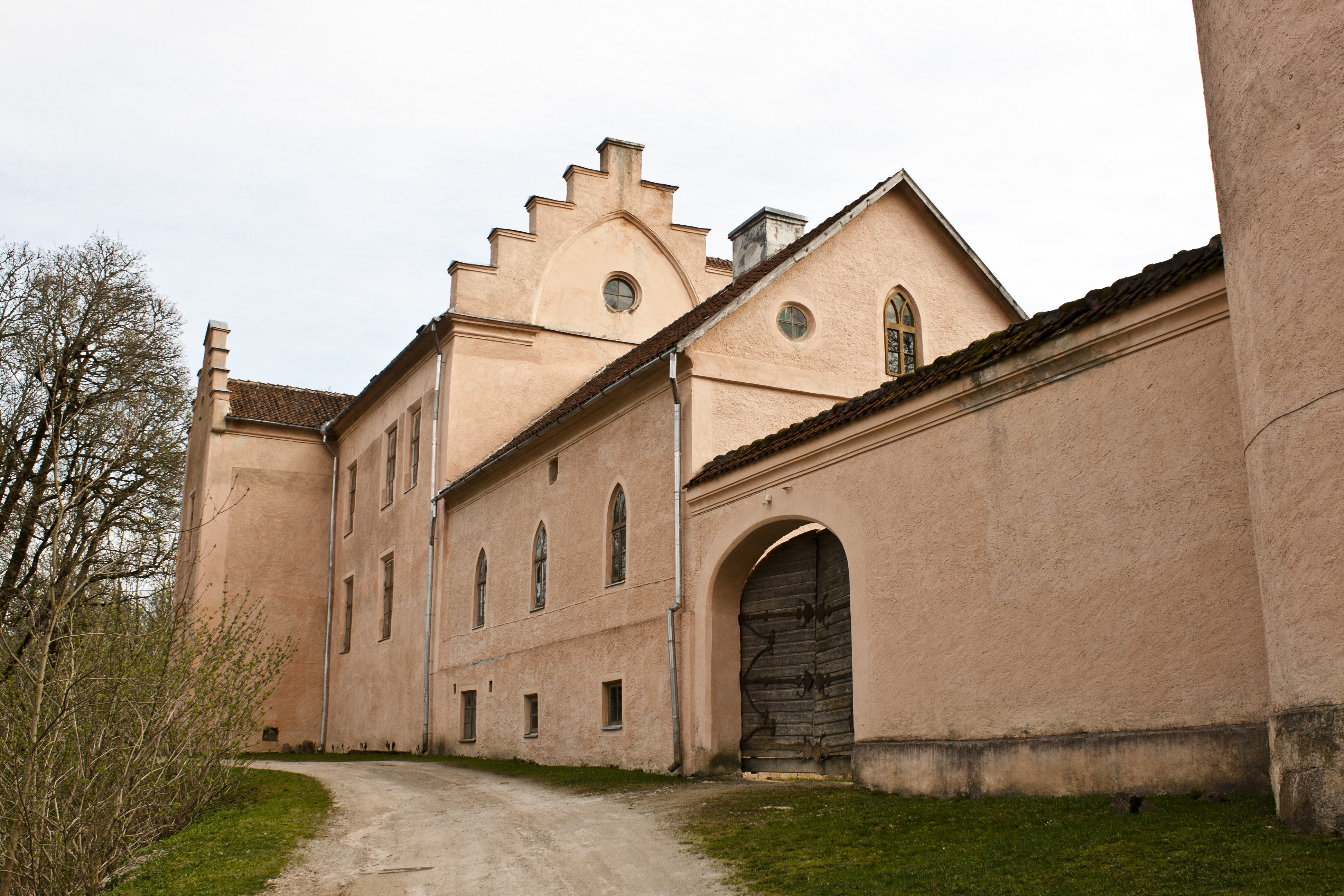
Северная стена замка
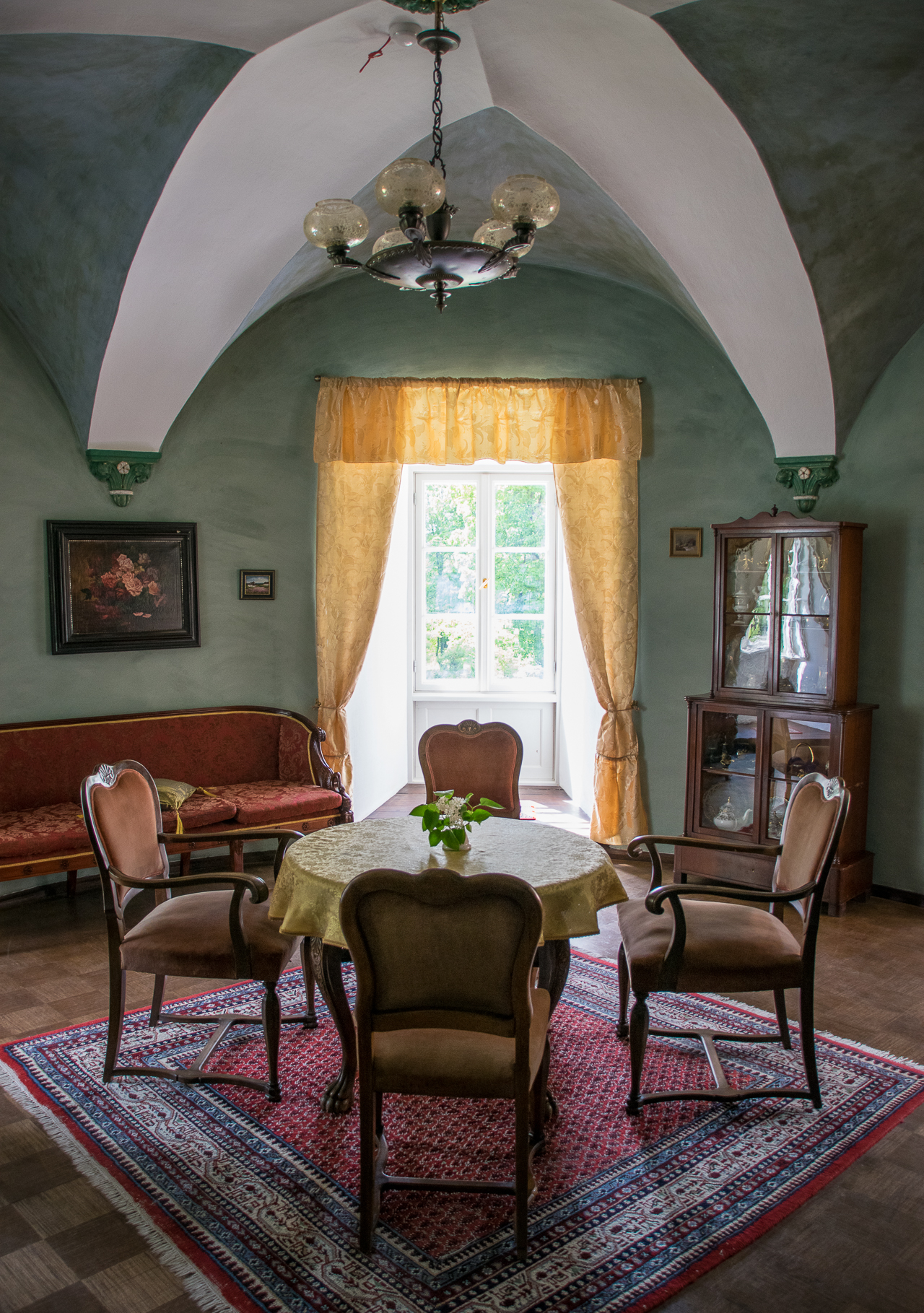
Интерьеры замка